# Curiosity (film 1912)
Curiosity è un cortometraggio muto del 1912 diretto da Arthur Mackley.

## Trama
Un uomo dall'aspetto sospetto con una borsa altrettanto sospetta viene inseguito per le vie della città da una folla che si è messa a corrergli dietro perché lo crede un pericoloso anarchico. Quando però gli inseguitori lo raggiungono, trovano che si sta disperando perché la sua folle corsa non è servita a fargli prendere il treno. E la borsa, che aveva suscitato tante illazioni, si rivela essere solo una valigia piena di indumenti.

## Produzione
Il film fu prodotto dalla Essanay Film Manufacturing Company. Venne girato in California, a San Rafael.

## Distribuzione
Distribuito dalla General Film Company, il film - un cortometraggio a una bobina - uscì nelle sale cinematografiche statunitensi il 20 febbraio 1912. Nelle proiezioni, veniva programmato con il sistema dello split reel, accorpato in un'unica bobina con un altro cortometraggio, la commedia The Biter Bitten.